# Григорьев, Пётр Григорьевич (актёр)
Пётр Григорьевич Григорьев (также известный как Григорьев 2-й; 1807—1854) — русский актёр и драматург.
В 1829 г. окончил Петербургское театральное училище. В 1831 году был принят актёром в Александринский театр. Исполнял характерные и бытовые роли. По свидетельству [bookz.ru/authors/avtor-neizvesten-3/theatre_encicl/page-175-theatre_encicl.html Театральной энциклопедии], обладал даром комедийной импровизации. Известность его началась с каратыгинского водевиля «Ложа 1-го яруса на последний дебют Тальони»; играя в нём выходную роль купца, Григорьев часто вставлял свои импровизации, с разрешения императора Николая.
Роли: «купец с Апраксина рынка» в водевиле «Ложа первого яруса на последний дебют Тальони», первый исполнитель Яичницы в Гоголевской «Женитьбе» 9 декабря 1842 года, Русаков — «Не в свои сани не садись» Островского и др.).
Кроме того, написал свыше 30 комедий и водевилей, карикатурно отображавших низкие слои русского общества и широко ставившихся на сценах 1830—1840-х гг.

## Литературная деятельность. Пьесы
- «Филатка и Мирошка соперники, или Четыре жениха и одна невеста». Народный водевиль в 1 д. (актерский дебют в 1831 или 1832 г. А. Е. Мартынова в Александринском театре),
- «Перепутье старых воинов, или У русского солдата последняя копейка ребром». Народная интермедия-водевиль в 1 д. с пением и танцами
- «Родственники, или Полковник-то не умер». Водевиль в 1 действии. Сюжет заимствован из комедии А. Дюваля «Les heritiers, ou Le naufrage»;
- «Провинциальный актёр» (1836),
- «Еще купцы 3-й гильдии» (1842),
- «Дружеская лотерея»
- «Москва и Ярославль, или Чудное приключение у Лукерьи Семеновны Зюзиной». Картина в 1 д. с пением и плясками
- «Сват в новом роде, или Поездка в Парголово». Шутка-водевиль в 2 д.
- «900.000 злотых, или Тот, да не тот». Интермедия-вод. в 2 картинах
- «Дружеская лотерея с угощением, или Необыкновенное происшествие в уездном городе». Фарс-вод. в 2 отделениях (1844),
- «Купеческая полька на Нижегородской ярмарке». Вод. в 3 отд.
- «Ямщики, или Как гуляет староста Семен Иванович». Русский народный вод. в 1 действии (1845),
- «Охотник в рекруты». Сцены из русского народного быта в 1 д. с песнями и плясками
- «Необыкновенное путешествие щукинодворского купца и благополучное возвращение». Фарс-вод. в 3 отд.
- «Цирюльник на Песках и парикмахер с Невского проспекта» (в Москве в постановке московской драматической труппы под назв. «Цирюльник из Рогожской и парикмахер с Кузнецкого моста» — первая московская постановка в помещении Большого театра 18 декабря 1846 в бенефис М. Д. Львовой-Синецкой). Вод. в 1 действии. Заимств. из фр. вод. Э. Скриба, Э. Мазера и Сен-Лорана (Ш. Номбре) «Le coiffeur et le perruquier»
- «Отставной солдат, или Чужое добро впрок не пойдет». Народный русский вод. в 1 д.
- «Хорош Петербург, да друзья одолели». Ком.-вод. в 1 д. (1847),
- «Отсталые люди, или Предрассудки против науки и искусства». Ком.-вод. в 1 д.
- «За золотом! В Калифорнию! или Ярославцы в Бремене». Шутка-вод. в 1 д.; совместно с Толлертом
- «Незабвенный год, или Бедствие и слава России». Народно-драматическое представление в 3 д., 4 к. с песнями и плясками
- «Лучшая школа-царская служба». Народно-драматическое представление в 4 д. с прологом и эпилогом, из достопамятной эпохи 1812 года, в стихах и прозе
- «Багдадские пирожники, или Волшебная лампа». Волшебное представление в 3 д. с хорами, куплетами, превращениями и танцами
- «Приключение, почерпнутое из моря житейского». Ком. в 3 д.
- «Подвиг Марина при пожаре московского Большого театра». Современная быль в 3 д.
- «Старый математик, или Ожидание кометы в уездном городе». Фарс-вод. в 1 д.; совместно с А. Н. Андреевым. Сюжет заимств. из ком. А.-В. Иффланда.
- «Свадьба по географии, или Последний день месяца». Ком. в 1 д.
- «Одна невеста и три жениха»,
- «Драгунская кровь»,
- «Тигровая кожа»,
- «Домашняя комедия»